# محوطه آق ورن
محوطه آق ورن مربوط به دوره اشکانیان - دوره ساسانیان است و در شهرستان ماهنشان، بخش انگوران، دهستان انگوران، ۷۰۰ متری غرب روستای بلند پرچین، کنار جاده خاکی منتهی به حاجی اینک واقع شده و این اثر در تاریخ ۲۷ بهمن ۱۳۸۷ با شمارهٔ ثبت ۲۴۵۷۶ به‌عنوان یکی از آثار ملی ایران به ثبت رسیده است.